# But I'm a Cheerleader
Pour plus de détails, voir Fiche technique et Distribution.
But I'm a Cheerleader est un film américain de Jamie Babbit sorti en 1999.

## Synopsis
Megan, lycéenne ordinaire américaine, voit sa vie chamboulée lorsque ses parents l'envoient dans un camp de conversion, True Directions, pour jeunes homosexuels. Megan qui entretenait une relation avec le capitaine de l'équipe de foot depuis deux ans et était dans l'équipe de pom-pom girls de son école, ne comprends pas l'inquiétude de ses proches. Entourée d'homosexuels refoulés ou repentis, Megan va à la découverte de son homosexualité dont elle ignorait tout.

## Fiche technique
- Titre original : But I'm a Cheerleader[Note 1],[1]
- Réalisation : Jamie Babbit
- Scénario : Brian Wayne Peterson
- Direction artistique : Macie Vener
- Décors : Rachel Kamerman
- Costumes : Kimberly Sue Furlong, Frank Helmer, Alix Friedberg
- Photographie : Jules Labarthe
- Son : Eric A. Christoffersen, Trip Brock
- Montage : Cecily Rhett
- Musique : Pat Irwin
- Production : Effie Brown, Leanna Creel, Andrea Sperling
- Producteurs délégués : Michael Burns, Marc Butan, Donald Kushner, Peter Locke
- Sociétés de production : Cheerleader LLC, HKM Films, Ignite Entertainment, Kushner-Locke Company
- Sociétés de distribution : Lions Gate Films, Universal Studios Home Entertainment
- Budget : 1 200 000 $[2] (estimation)
- Pays d'origine : États-Unis
- Langue originale : anglais
- Format : couleur par Deluxe — 35 mm — 1.85:1 — son Dolby SR (Spectral Recording)
- Genre : comédie dramatique, romance
- Durée : 85 minutes
- Dates de sortie :
  -  Canada : 12 septembre 1999 au Festival international du film de Toronto
  -  France : 22 novembre 2004 au Festival Chéries-Chéris (anciennement Festival de films gays et lesbiens de Paris)

## Distribution
- Natasha Lyonne : Megan Bloomfield
- Michelle Williams : Kimberly
- Clea DuVall : Graham Eaton
- Cathy Moriarty : Mary J. Brown
- RuPaul : Mike
- Mink Stole : Nancy Bloomfield
- Bud Cort : Peter Bloomfield
- Melanie Lynskey : Hilary Vandermuller
- Joel Michaely : Joel Goldberg
- Kip Pardue : Clayton Dunn
- Katharine Towne : Sinead Laren
- Douglas Spain (en) : Andre
- Eddie Cibrian : Rock Brown
- Julie Delpy : une lesbienne au bar
- Dante Basco : Dolph

## Production

### Casting
L'actrice française Julie Delpy fait une apparition comme séductrice dans un bar.

### Tournage
- Période de prises de vue : 19 décembre 1998 au 20 janvier 1999[3].
- Les extérieurs ont été tournés à Palmdale[3]/Santa Clarita (Comté de Los Angeles,  Californie).
- La réalisation s'inspire des procédés appliqués dans des camps thérapeutiques américains.

### Chansons
La BO est composée des titres les plus divers :
1. Chick Habit par April March (adaptation anglaise de Laisse tomber les filles, chanson initialement interprétée par France Gall)
2. Just Like Henry par le groupe Dressy Bessy
3. If You Should Try And Kiss Her par le groupe Dressy Bessy
4. Trailer Song par Sissy Bar (en)
5. All Or Nothing par Miisa (en)
6. We're In The City par le groupe Saint Étienne
7. The Swisher par Summer's Eve
8. Funnel Of Love par Wanda Jackson
9. Ray Of Sunshine par Go Sailor (en)
10. Together Forever In Love par Go Sailor (en)
11. Glass Vase Cello Case par Tattle Tale (en)
12. Party Train par RuPaul (qui joue dans le film)
13. She Looks At Me par That Dog
14. Evening In Paris par Lois Maffeo (en)

## Thèmes
- Si vous ne connaissez pas le sujet, laissez ce bandeau (vous pouvez alors contacter les auteurs).
- Si vous supprimez le contenu mis en cause (vous pouvez préalablement contacter les auteurs),

argumentez précisément cette suppression dans la page de discussion
(un manque de référence n'est pas un argument ; une recherche réelle de référence doit avoir été effectuée, être formellement documentée).

### Aliénation et altérité
Ce film explore les thèmes profonds de l'aliénation et de l'altérité auxquels les individus LGBTQ+ sont souvent confrontés au sein de la société. Ces concepts sont essentiels pour comprendre les réalités vécues par les membres de la communauté LGBTQ, qui se heurtent souvent à l'exclusion systémique et culturelle. Megan, le personnage central, illustre cette expérience en luttant contre les sentiments d'isolement et d'incompréhension liés à son orientation sexuelle. Son parcours met en lumière la marginalisation omniprésente subie par les individus queer, éclairant ainsi les défis qu'ils endurent pour naviguer dans les normes et les attentes sociétales. En raison de raisons religieuses et de préjugés, les parents et les ami(e)s de Megan perçoivent son attraction pour les femmes comme anormale et inacceptable, ce qui entraîne son aliénation de sa famille et de sa communauté. Ce sentiment d'exclusion sociale est encore exacerbé par le camp de thérapie de conversion, qui vise à "guérir" les participants de leur homosexualité, renforçant ainsi leur sentiment de différence et de besoin d'être "corrigé". Le film explore la lutte continue des personnages pour l'acceptation et l'appartenance au sein d'une société qui marginalise et stigmatise les individus LGBTQ+. Megan et ses pairs aspirent à l'acceptation de leurs familles et de leurs communautés, mais rencontrent une résistance et une hostilité en raison de leur orientation sexuelle. Cette lutte pour l'acceptation met en évidence la nature omniprésente de l'altérité vécue par les individus queer et les barrières sociétales qu'ils doivent surmonter pour être reconnus et valorisés. Malgré ces défis, les personnages montrent que, dans ces expériences, les personnes queer sont capables de former des familles choisie. En réponse à leur aliénation de la société "mainstream", les personnages du film forment des familles choisies et des réseaux de soutien au sein de la communauté LGBTQ+. Megan découvre un sentiment d'appartenance parmi ses camarades de camp. Des personnages comme Graham Eaton, l'intérêt amoureux de Megan, et André, une présence flamboyante et confiante, forment une famille choisie non conventionnelle mais profondément solidaire pour Megan. Ensemble, ils défient les normes oppressives imposées par le camp, s'offrant mutuellement empathie, compréhension et acceptation inébranlable. Grâce à leur famille choisie, Megan et ses pairs trouvent du réconfort au milieu de l'adversité, mettant en lumière le pouvoir transformateur de la communauté pour recouvrer l'agence et l'identité face à l'ostracisme sociétal.

### Quête d'authenticité
Le film se concentre sur la quête d'authenticité des personnages dans un contexte qui nie leurs véritables identités. Megan et ses pairs se rebellent contre la conformité forcée du camp de thérapie de conversion pour poursuivre leurs vrais moi, reflétant ainsi le thème de l'individualisme et de la découverte de soi. Cela se rapproche du film "Something Must Break". En effet, ce film explore la quête d'authenticité à travers les expériences de Sebastian, une femme transgenre qui navigue entre les attentes sociétales et sa propre identité de genre. Le parcours de découverte de soi de Sebastian remet en question les rôles et stéréotypes de genre traditionnels alors qu'elle s'efforce d'exprimer son véritable moi de manière authentique. Tout au long du film, Sebastian connaît une transformation personnelle profonde, apprenant à s'accepter inconditionnellement et trouvant l'autonomisation dans l'acceptation de son identité de genre. Sa quête d'authenticité façonne non seulement sa relation avec elle-même, mais influence également ses interactions avec les autres, mettant en lumière les complexités et nuances de l'exploration de l'identité et de l'acceptation de soi dans une société qui impose souvent des normes rigides et des attentes. Cela dit, le film "But I'm a Cheerleader" fait écho aux normes de genre imposées aux personnages et aux batailles qu'ils mènent pour naviguer entre cela et leurs vrais moi. Par exemple, l'utilisation des couleurs en tant que signe de genre est poussée à l'extrême au camp de conversion True Directions. Non seulement les adolescents portent des uniformes codés par couleur rose pour les filles et bleu pour les garçons. Ces couleurs définissent tout leur environnement imposé de manière agressivement genrée. Les tenues roses bonbon des filles correspondent à leur chambre rose , tandis que le bleu marine et le bleu bébé dominent la garde-robe des garçons. Cela inclut leurs uniformes ainsi que les maillots transparents dans lesquels ils jouent au football américain, ce qui vise à renforcer leur masculinité. Il est important de noter que, malgré les moules restrictifs dans lesquels ils sont forcés de rentrer,  les adolescents ne perdent jamais leur style individuel. Du maquillage gothique de Sinead, aux mèches de cheveux bleus et au collier de chien, jusqu'à la chemise de sport qui dépasse sous le chemisier rose de Jan, la véritable identité de ces ados ne peut finalement pas être contenue ou supprimée. Malgré tout, ils conservent des aspects importants de leur apparence et de qui ils sont. 

### L'anxiété hétérosexuelle
Dans ce film, l'anxiété hétérosexuelle fait référence au malaise et à la peur éprouvés par les personnages hétérosexuels en raison des perturbations des normes et attentes hétérosexuelles traditionnelles. Dans le film "But I'm a Cheerleader", l'anxiété hétérosexuelle est présente à travers les réactions des personnages face aux comportements et relations non-hétéronormatives. En mettant en avant ce thème, le film propose également une critique des attitudes sociétales envers les personnes LGBTQ+. À travers sa représentation satirique de ces problèmes, le film expose l'absurdité et l'injustice des pratiques discriminatoires et encourage à remettre en question les normes sociales dominantes. En effet, l'humour du film, qui se moque de l'anxiété hétérosexuelle et des définitions étroites de l'identité queer, est important. Le film tourne autour d'un camp de thérapie de conversion où les adolescents sont envoyés pour "corriger" leurs tendances homosexuelles. Cela reflète une peur ou une anxiété profondément enracinée concernant les orientations non-hétérosexuelles, suggérant que la société considère de telles orientations comme déviantes ou problématiques. L'élément satirique est ajouté lorsque nous voyons l'absurdité tout au long du film. Par exemple, Megan est envoyée à True Directions pour son intérêt pour le végétarisme et la chanteuse lesbienne Melissa Etheridge, ce qui, pour sa famille, est une indication de son homosexualité. L'utilisation de la satire pour mettre en lumière des thèmes importants est importante car la satire a une longue histoire de remise en cause des normes établies et de dénonciation des pratiques des autorités corrompues et de ceux qui détiennent le pouvoir. Par différents moyens, les films peuvent critiquer et déconstruire efficacement les systèmes oppressifs. Par exemple, la scène où le "déclic" de l'homosexualité de Graham est que sa mère s'est mariée en pantalon. La décision de la mère de Graham de porter un pantalon à son mariage défie les rôles de genre traditionnels, mettant en lumière l'absurdité des attentes sociétales. Ce commentaire satirique remet en question les normes arbitraires de la féminité et souligne la critique du film vis-à-vis des attentes de genre.
En outre, les préjugés envers les individus qui s'identifient LGBTQ+ peuvent contribuer à des difficultés d'acceptation de soi de la sexualité. Ce phénomène est visible dans le film : avant son séjour en colonie de vacances, Megan éprouve de la confusion et du déni par rapport à son orientation. Bien qu'elle ait un petit ami et qu'elle se conforme aux attentes de la société en matière d'hétérosexualité, l'attirance de Megan pour les femmes devient de plus en plus évidente.  En effet, l'expérience de Megan dans le camp de thérapie de conversion sert de catalyseur à sa prise de conscience. D'abord inconsciente de sa propre sexualité, Megan commence à explorer et à remettre en question ses sentiments au fur et à mesure qu'elle interagit avec d'autres campeurs qui expriment ouvertement leur sexualité. Grâce à ces interactions, Megan en vient progressivement à reconnaître et à accepter son orientation sexuelle, ce qui marque le début de son émergence sexuelle.

## Distinctions
Toutes ces informations proviennent de l'IMDb.

### Récompenses
Festival international de films de femmes de Créteil 2000 : 
- Prix du public à Jamie Babbit (meilleur long métrage de fiction),
- Prix « Graine de cinéphage » à Jamie Babbit.

### Nominations
- Political Film Society Award for Human Rights 2001 (en) : nommé pour Prix PFS des droits de l'homme.
- Political Film Society Award for Exposé 2001 (en) : nommé pour le Prix PFS de l'exposé (journalisme d'investigation).